# Петър Аргиров
Петър Аргиров (19 февруари 1923 – 16 ноември 1989), наричан по прякор Пецето, е български футболист, ляво крило. Клубна легенда на Локомотив (София). Играл е също в Ботев (София), Левски (София), Миньор (Перник) и Септември (София). Между 1947 г. и 1955 г. записва 17 мача с 2 гола за националния отбор.
Успоредно с кариерата си на футболист е състезател по ски алпийски дисциплини. Става първенец на Софийската област по слалом като член на железничарското дружество. След края на състезателната си кариера работи като треньор по футбол.

## Биография
Аргиров започва кариерата си в Ботев (София). През 1944 г. е привлечен в Левски (София). Две години по-късно с клуба печели републиканското първенство и националната купа.
В началото на 1947 г. преминава в Локомотив (София) и играе там през следващите 10 години. Още в първия си сезон с клуба триумфира в Елитната Софийска дивизия, където за две години записва 25 мача с 8 гола. През 1948 печели с „железничарите“ и националната купа. В турнира бележи общо 7 гола, включително два хеттрика в четвъртфинала срещу Септември (Силистра) и в полуфинала срещу Любислав (Бургас). През сезон 1948/49 е голмайстор на Локомотив в новосъздадената А група. Играе във всички 18 мача и бележи 8 попадения. През 1953 става носител на националната купа за втори път с Локомотив и общо за трети път в кариерата си. Бележи победния гол във финала срещу Левски (2:1) на 25 ноември 1953 г.
На 34-годишна възраст преминава в Миньор (Перник) в началото на 1957 г. За два сезона записва 29 мача със 7 гола в А група. След това се завръща в София и облича екипа на Септември. Като капитан извежда отбора до спечелването на националната купа през 1959/60, след което слага край на състезателната си кариера. Има 17 мача и 2 гола за националния отбор (1947 – 1955). „Заслужил майстор на спорта“ от 1965 г.
След прекратяване на състезателната си дейност работи като треньор в Спартак (Пловдив) Локомотив (Пловдив), Черноморец (Бургас), Дунав (Русе), Пирин (Благоевград), Локомотив (София), Омония (Никозия) и Доростол (Силистра). С Омония е двукратен шампион на Кипър през 1977/78 и 1978/79.

## Успехи

### Като футболист
Левски
- Републиканско първенство –  Шампион: 1946
- Национална купа –  Носител: 1946

Локомотив (Сф)
- Национална купа –  Носител (2): 1948, 1953

Септември
- Национална купа –  Носител: 1959/60

### Като треньор
Омония
- Кипърска първа дивизия –  Шампион (2): 1977/78, 1978/79